# Ruslán Kurbánov
Ruslán Rimziyevich Kurbánov (en kazajo: Руслан Римзиевич Курбанов, Öskemen, 17 de septiembre de 1991) es un deportista kazajo que compite en esgrima, especialista en la modalidad de espada.
Ganó dos medallas de bronce en el Campeonato Mundial de Esgrima, en los años 2023 y 2025.
Participó en dos Juegos Olímpicos de Verano, en los años 2020 y 2024, ocupando el sexto lugar en París 2024, en las pruebas individual y por equipos.

## Palmarés internacional
| Campeonato Mundial | Campeonato Mundial | Campeonato Mundial | Campeonato Mundial |
| Año                | Lugar              | Medalla            | Prueba             |
| ------------------ | ------------------ | ------------------ | ------------------ |
| 2023               | Milán (Italia)     | Medalla de bronce  | Espada individual  |
| 2025               | Tiflis (Georgia)   | Medalla de bronce  | Espada por equipos |